# Maximiliano Bustos
Pour les articles homonymes, voir Bustos.

a Compétitions nationales et continentales officielles uniquement.

b Matchs officiels uniquement.
Dernière mise à jour le 15/5/2015.
Maximiliano Bustos, né le 2 avril 1986 à Santa Fe, est un joueur  international argentin de rugby à XV évoluant au poste de pilier. Il signe au mois de juin 2011 un contrat de deux années (+ une en option) avec le Montpellier Hérault rugby.

## Palmarès
- Vainqueur de la Vodacom Cup en 2011 avec les Pampas XV[3].